# ダンデライオン (企業)
ダンデライオンは、日本の芸能事務所である。2012年5月30日に設立。

## 所属タレント
2024年10月現在。

### 男性
- 浅沼晋太郎
- 伊勢直弘
- 伊藤マサミ
- 菊地創
- 中西英樹
- 宮本親臣

### 女性
- 阿久津みちほ
- 猪狩敦子

## かつて所属していたタレント
- 稲葉さゆり
- 楠田亜衣奈（現所属：ジャストプロ）
- 小桜エツ子（業務提携契約）
- 田中良子
- 千菅春香（現所属：シグマ・セブンe）
- NAO-G
- 渡部優衣（現所属：ケンユウオフィス）